# NGC 274
NGC 274 је елиптична галаксија у сазвежђу Кит која се налази на NGC листи објеката дубоког неба.
Деклинација објекта је - 7° 3' 24" а ректасцензија 0h 51m 1,8s. Привидна величина (магнитуда) објекта NGC 274 износи 11,8 а фотографска магнитуда 12,8. Налази се на удаљености од 20,700 милиона парсека од Сунца. NGC 274 је још познат и под ознакама MCG -1-3-21, VV 81, ARP 140, PGC 2980.